# Новочерниговский
Новочерниговский — посёлок в Нагайбакском районе Челябинской области России. Входит в Парижское сельское поселение.
Поселок основан на бывшей заимке Морозова переселенцами из посёлка Черниговского.

## География
Расположен в южной части района, на берегу реки Бахты. Расстояние до районного центра села Фершампенуаз 52 км.

## Население
| 2002 | 2010 |
| ---- | ---- |
| 312  | ↘183 |

(в 1995—298)

## Улицы
- Гагарина,
- Мира,
- Молодёжная улица.